# Вікове дерево клену гостролистого, 160 років
Вікове дерево клену гостролистого — 160 р. — ботанічна пам'ятка природи місцевого значення. Об'єкт розташований на території Бердянського району Запорізької області, біля залізничної будки, 203 кілометр.
Площа — 0,05 га, статус отриманий у 1979 році.